# Piletocera microcentra
Piletocera microcentra is een vlinder van de familie van de grasmotten (Crambidae). De wetenschappelijke naam van deze soort is voor het eerst voorgesteld als Strepsimela microcentra door Edward Meyrick in een publicatie uit 1886.
De soort komt voor in Fiji.